# Antonio Despuig y Dameto
Antonio Despuig y Dameto (Palma de Mallorca, 30 de marzo de 1745-Lucca, 2 de mayo de 1813) fue un eclesiástico español, obispo de Orihuela, arzobispo de Valencia y de Sevilla, Patriarca Latino de Antioquía, cardenal y coleccionista de arte.

## Biografía

### Nacimiento y primeros años
Nacido en el seno de una familia de antigua e ilustre prosapia, 
fue hijo de Ramón Despuig y Cotoner, conde de Montenegro y de Montoro, y de María Dameto y Sureda, hija de los marqueses de Bellpuig. Estudió Humanidades en el Colegio Nuestra Señora de Montesión de la Compañía de Jesús en Palma, doctorándose posteriormente en Derecho civil y canónico en la Universidad Luliana.
En 1774 recibió las órdenes sacerdotales, siendo nombrado canónigo de la iglesia de Palma; en 1782 embarcó hacia Italia, hallándose presente durante el terremoto que destruyó Calabria al año siguiente, del que dejó escrita una conocida relación. 
De regreso en Mallorca, desempeñó los cargos de rector y vicecanciller de la Universidad Luliana, teniente vicario general castrense y juez conservador de la orden de San Juan de Jerusalén. Por estas fechas recorrió toda la isla, realizando un mapa que fue considerado como el mejor hasta la época, publicado en 1785.

### Auditor de la Rota en Roma y obispo en España
Este mismo año el rey Carlos III le nombró auditor del Tribunal de la Rota por la corona de Aragón; durante su estancia en Roma ante la corte papal de Pío VI fue el principal promotor de la canonización de la beata mallorquina Catalina Tomás, cuya vida dejó escrita.
En 1791 fue nombrado obispo de Orihuela, regresando a España al año siguiente para tomar posesión de la diócesis. 
Dos años después estalló la guerra del Rosellón entre España y Francia; el arzobispo de Valencia Francisco Fabián y Fuero fue detenido por sus simpatías francófilas, y Despuig fue nombrado administrador de la archidiócesis valentina en 1794 y arzobispo de la misma al año siguiente. 
En 1795 fue trasladado a la archidiócesis de Sevilla.
En 1797, junto con el confesor de la reina Rafael Múzquiz, convenció al inquisidor general Francisco de Lorenzana para comenzar un proceso inquisitorial contra el primer ministro Manuel Godoy por bigamia y ateísmo; en represalia, los tres eclesiásticos fueron desterrados a Roma, aunque oficialmente el motivo de su viaje fue el de hacer compañía al papa Pío VI, que por aquellas fechas se encontraba recluido en la Cartuja de Florencia después de que las tropas del Directorio francés hubieran invadido la Santa Sede; dos años después el papa sería deportado a Valence, donde murió, no sin antes haber concedido a Despuig el título de Patriarca Latino de Antioquía.
Despuig regresó a España con intención de retomar su puesto en la archidiócesis de Sevilla, pero las intrigas de la corte le obligaron a renunciar al arzobispado en favor de Luis María de Borbón y Vallabriga, hermano de la mujer de Godoy. En compensación, Despuig recibió el arcedianato mayor de la catedral de Valencia y el de Talavera en la catedral de Toledo, y fue nombrado consejero de Estado y presidente de la Junta Suprema de Amortización, organismo de nueva institución creado con el objeto de retirar de la circulación los vales reales.

### Regreso a Italia, cardenalato y prisión
A principios del año 1800 fue enviado a Venecia para participar en el cónclave en el que resultó elegido papa Pío VII. Tres años después este mismo pontífice le nombró cardenal con título de San Calixto, arcipreste de la basílica de Santa María la Mayor y protector de varias órdenes religiosas italianas.

«Varón acreedor a los mayores elogios por su religión, por su sabiduría, y por sus méritos antiguos y recientes».
Pío VII, en la promoción de Despuig al cardenalato.

Tras pasar el periodo de 1804 a 1807 en su tierra natal, regresó a la Santa Sede, donde la situación política se tornaba cada vez más tensa, con las tropas de Napoleón Bonaparte amenazando el papado. Durante estas fechas Despuig ejerció el cargo de pro-vicario mayor en sustitución del cardenal Giulio Maria della Somaglia, desterrado de Roma. 
En 1809 se encontraba junto a Pío VII cuando las fuerzas del general francés Étienne Radet asaltaron el palacio del Quirinal, llevándose consigo a Savona al papa y al cardenal Pacca. 
Despuig fue inicialmente confinado en el Seminario Romano para ser posteriormente trasladado a París en calidad de detenido.

### Muerte

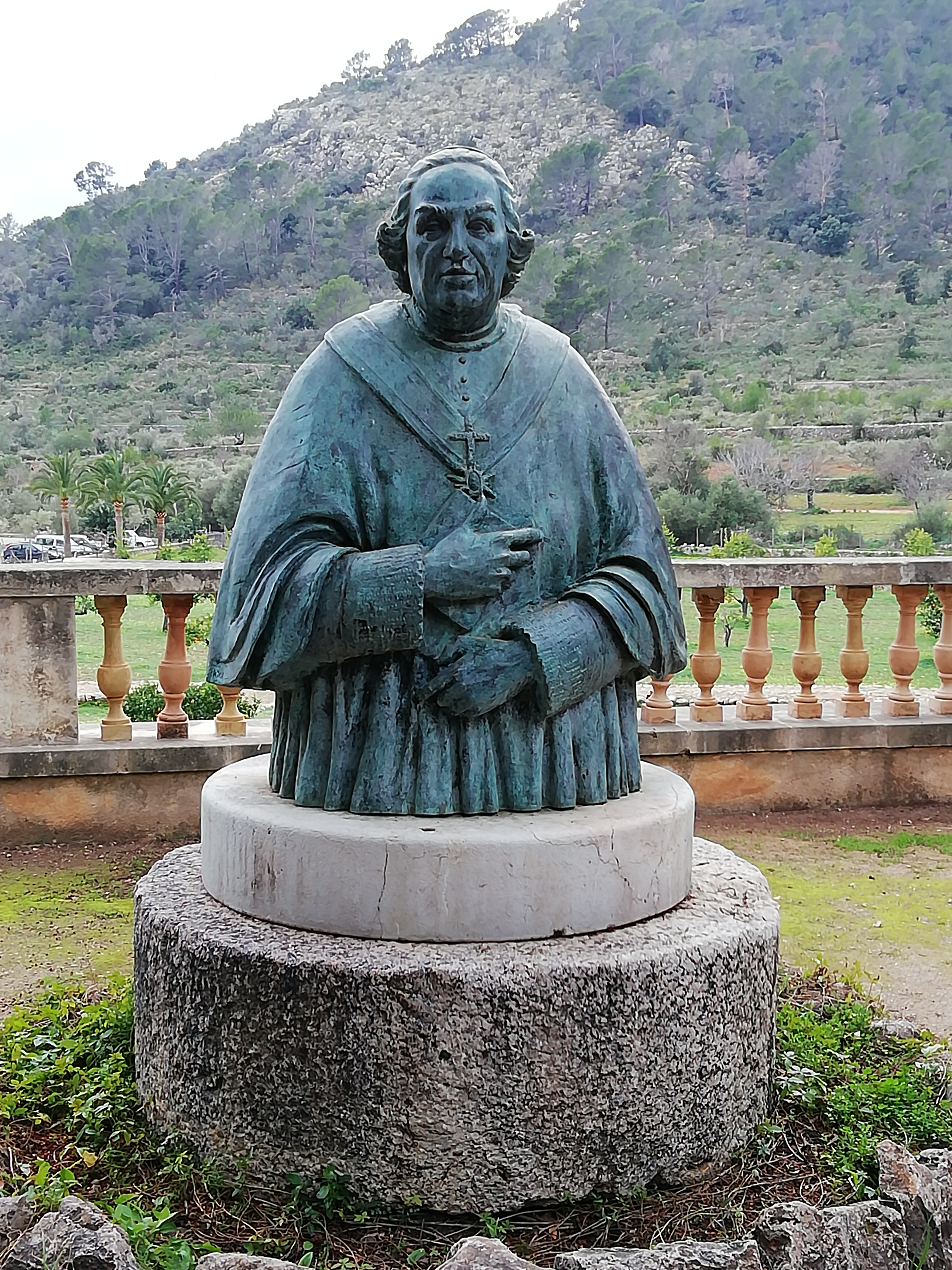
Estatua dedicada a Antonio Despuig en la finca mallorquina Raixa, situada en la Sierra de Tramontana, en el municipio de Buñola.

Por motivos de salud y con la intermediación del cardenal Fesch, en 1813 fue autorizado a salir de su encierro para tomar los baños en Lucca, donde falleció a los 68 años de edad; su cuerpo fue sepultado en la catedral de San Martín de esta ciudad y su corazón trasladado a la iglesia de Santa Magdalena en Palma de Mallorca, junto al sepulcro de santa Catalina Tomás; en 1993 sus restos fueron llevados a esta misma iglesia, en cuya fachada se inauguró en 2005 una escultura de bronce en su honor, obra de Damián Ramis.

### Coleccionista de arte
Paralelamente a su carrera eclesiástica desarrolló una intensa labor como mecenas y coleccionista de arte. Fue miembro de la Sociedad de Amigos del País del Reino de Mallorca, de la Academia de San Fernando, de la de San Lucas en Roma y director de la de Sevilla. 
Fue fundador y protector de la escuela de dibujo de Palma y de la biblioteca y pinacoteca del palacio de los condes de Montenegro de la misma ciudad, y promotor de la construcción del suntuoso sepulcro de santa Catalina Tomás.
Durante sus estancias en Italia llevó a cabo numerosas excavaciones arqueológicas en los terrenos de su propiedad en la comuna de Ariccia, de donde extrajo una copiosa colección escultórica y epigráfica de época romana que mandó trasladar a la villa familiar de Raixa. Puesta en venta la finca a finales del siglo XIX por uno de sus herederos, Ramón Despuig y Fortuny, la parte principal de la colección fue adquirida en 1923 por el ayuntamiento de Palma, que la trasladó al actual museo municipal situado en el castillo de Bellver.
| Predecesor: José Tormo                        | Obispo de Orihuela 1791 – 1794    | Sucesor: Francisco Javier Cabrera Velasco  |
| Predecesor: Francisco Fabián y Fuero          | Arzobispo de Valencia 1794 – 1795 | Sucesor: Juan Francisco Ximénez del Río    |
| Predecesor: Alonso Marcos de Llanes Argüelles | Arzobispo de Sevilla 1795 – 1799  | Sucesor: Luis María de Borbón y Vallabriga |